# Guerra de sucesión portuguesa
La guerra de sucesión portuguesa se libró entre 1580 y 1583 durante la disputa del trono portugués entre Felipe II de España y António de Portugal, prior de Crato, tras la crisis sucesoria portuguesa de 1580. Fue ganada por Felipe II, iniciando la Unión Ibérica bajo la dinastía Habsburgo en Portugal.

## Historia
Tras la muerte sin herederos del rey Sebastián I de Portugal en 1578 y dado que el regente, su tío Enrique I el Casto, por ser cardenal no podía garantizar descendencia, en 1580 fueron convocadas las cortes de Almeirim. Para complicar las cosas, el 31 de enero de 1580, moría el propio Enrique I el Casto. Las cortes que debían dirimir la sucesión estaban compuestas por cinco gobernadores, cuatro de los cuales eran partidarios de Felipe II de España; sin embargo, antes de que las cortes llegaran a una decisión, el 24 de julio de 1580, Antonio Prior de Crato se proclamó rey de Portugal y de los Algarves, en Santarém. Esta política de hechos consumados fue rechazada por el resto de candidatos, especialmente por Felipe II de España quien se apoyaba en el argumento de que el Prior era hijo bastardo de Luis de Portugal y, por lo tanto, nieto ilegítimo de Manuel I abuelo del rey español.  Felipe II de España, decidió intervenir militarmente enviando al duque de Alba, Fernando Álvarez de Toledo y derrotando a los partidarios del prior en la batalla de Alcántara el 25 de agosto. Dos días después, el duque de Alba entraba en Lisboa.
El prior de Crato, entonces huyó a las Azores, donde se sentía seguro arropado por las Francia e Inglaterra, recelosas de la excesiva concentración de poder en manos de la monarquía española. Allí se estableció al amparo de un grupo de aventureros franceses bajo el mando de Felipe de Pedro Strozzi, un  exiliado florentino que había dejado el cargo de coronel al servicio de Francia para atenuar la poco disimulada implicación francesa ya que Catalina de Médici, a la vez, pretendía mantener un difícil equilibrio frente a España.
Así, fue como el privado Strozzi, oficialmente como mercenario, aunque con la bendición de la reina-madre de Francia, partió en junio de 1582 al frente de una fuerza luso-francesa (mayoritariamente francesa) en auxilio del fugitivo acantonado en la isla Terceira. Las fuerzas portuguesas estaban comandadas por Francisco de Portugal, el tercer conde de Vimioso.
El 25 de julio de 1581, en la isla Terceira, las fuerzas leales a António vencieron la batalla de la Salga pero un año más tarde, el día 26 de julio de 1582, en la batalla de la isla Terceira, la flota combinada francesa e inglesa fue completamente derrota por la española comandada por Álvaro de Bazán. En el desembarco de la bahía das Mós, el 27 de julio de 1583, la fuerza luso-castellana puso fin a la resistencia de la Terceira con la conquista española de las Azores.
El Prior de Crato, quizá instrumentalizado por las otras potencias europeas, aún persistió en su objetivo de recuperar el trono, llegando a participar en la nueva derrota inglesa de la Contra-armada de 1589  bajo el mando de Francis Drake y John Norreys.